# Vera Ralston
Vera Ralston ou ainda Vera Hruba Ralston (Praga, 12 de julho de 1920 ou 1923 – Santa Barbara, Califórnia, 9 de fevereiro de 2003) foi uma patinadora e  atriz de procedência tcheca que fez carreira no cinema norte-americano.

## Vida e carreira
Vera inicialmente destacou-se em patinação no gelo, tendo se tornado campeã de seu país aos treze anos de idade. Nas Olimpíadas de Berlim em 1936, ficou em 17.º lugar. Na ocasião, Adolf Hitler perguntou-lhe se ela queria patinar para a Alemanha Nazi, ao que ela respondeu: "Prefiro patinar em cima dela".
Com a eclosão da Segunda Guerra Mundial, Vera e sua mãe migraram para os Estados Unidos. Após uma turnê de dois anos como patinadora, foi contratada pela companhia Ice-Capades. Quando se apresentava em Chicago, foi descoberta por Herbert J. Yates, presidente da Republic Pictures, que a levou para Hollywood. Logo tornaram-se amantes, apesar de Yates ser 42 anos mais velho. Acabariam por se casar em 1952, uma união feliz somente interrompida pela morte dele em 1966.
Vera estreou no cinema em 1941, em Aconteceu no Gelo (Ice-Capades), em um pequeno papel como patinadora. Disposto a fazer dela uma grande estrela, Yates contrariou a política do estúdio e não economizou nos filmes que produziu para ela. Deu-lhe os melhores maquiadores e cabeleireiros, além de diretores competentes, como Allan Dwan, John H. Auer e Joseph Kane. Também contratou grandes astros para contracenar com ela: John Wayne, Sterling Hayden, Fred McMurray etc.
Tudo em vão: apesar de seu profissionalismo e disciplina, sem contar a inata simpatia que a fazia querida pelos colegas, todas as produções de que Vera participou foram fracassos de bilheteria. A razão principal era a pouca intimidade com a língua inglesa, daí ter sido dublada na maioria de seus filmes. Somem-se a isso roteiros pobres, limitados a faroestes, filmes de ação e musicais canhestros, além de seu pouco talento para representar. Ainda assim, destacam-se em sua filmografia as películas Tormenta Sobre Lisboa (Storm Over Lisbon 1944), Estranha Caravana (The Fighting Kentuckian, 1949) e O Manto da Perdição (A Perilous Journey, 1953).
A carreira de Vera chegou ao fim em 1958, quando Yates foi destronado do estúdio. O casal passou a se dedicar a uma aposentadoria dourada, realizando cruzeiros marítimos ao redor do mundo. Foi em um desses navios que Yates veio a falecer em 1966, de ataque cardíaco. Herdeira de dez milhões de dólares, Vera recolheu-se à sua mansão em Santa Barbara. Parte de seu tempo era dedicado à filantropia, como um hospital para deficientes. Recusou todos os convites que recebeu da televisão, dizendo que não precisava mais trabalhar. Depois de anos de viuvez, casou-se com o comerciante Charles de Alva, em 1973. Com ele viveu até morrer, aos 79 anos, após uma longa batalha contra o câncer.

## Filmografia
Todos os títulos em Português referem-se a exibições no Brasil.
| - 1941 Aconteceu no Gelo (Ice-Capades); como Vera Hruba - 1942 Fantasia no Gelo (Ice-Capades Revue); como Vera Hruba - 1944 A Dama e o Monstro (The Lady and the Monster); como Vera Hruba Ralston - 1944 A Ilha dos Sonhos (Lake Placid Serenade); como Vera Hruba Ralston - 1944 Tormenta Sobre Lisboa (Storm Over Lisbon); como Vera Hruba Ralston - 1945 Dakota (Dakota); como Vera Hruba Ralston - 1946 Crime no Music Hall (Murder in the Music Hall); como Vera Hruba Ralston - 1946 Planícies Perigosas (The Plainsman and the Lady) - 1947 Chama do Pecado (The Flame) - 1947 ...E Uma Nova Aurora Surgirá (Wyoming) - 1948 Tentação Selvagem (Angel on the Amazon) - 1948 Sedução Trágica (I, Jane Doe) - 1949 Estranha Caravana (The Fighting Kentuckian) | - 1950 A Escrava do Pecado (Surrender) - 1951 Náufragos da Vida (Belle Legrand) - 1951 Regresso do Inferno (The Wild Blue Yonder) - 1952 Império dos Malvados (Hoodlum Empire) - 1953 A Escuna do Diabo (Fair Wind to Java) - 1953 O Manto da Perdição (A Perilous Journey) - 1954 Os Bravos Não Se Rendem (Jubilee Trail) - 1955 Os Tiranos Também Morrem (Timberjack) - 1956 Marcado Para a Morte (Accused of Murder) - 1957 Forçado a Matar (Gunfire at Indian Gap) - 1957 Floresta Ensanguentada (Spoilers of the Forest) - 1958 Inferno de Paixões (The Notorious Mr. Monks) - 1958 O Homem Que Morreu Duas Vezes (The Man Who Died Twice) |